# Вулиця Кастуся Калиновського (Київ)
Ву́лиця Касту́ся Калино́вського — вулиця в Дніпровському районі міста Києва, місцевість Стара Дарниця. Пролягає від Сиваської вулиці до провулку Князя Ярополка Святославича.
Прилучаються Дністерська вулиця і провулок Устима Кармелюка.

## Історія
Вулиця виникла в 1-й третині XX століття під назвою Піщана. 1955 року отримала назву Астраханська вулиця, на честь міста Астрахань.
Сучасна назва на честь білоруського публіциста, правника і революціонера, одного із регіональних очільників польського Січневого повстання на землях сучасних Литви й Білорусі, спрямованого проти Російської імперії Костянтина (Кастуся) Калиновського — з 2022 року.